# Фердман, Яков Борухович
Яков Борухович Фердман (род. 12 октября 1954 года) — профессиональный фехтовальщик и мастер спорта по фехтованию (шпага), тренер сборной команды Белоруссии по фехтованию (шпага) юниоров и кадетов в 1985—1990 гг. Главный тренер и основатель фехтовального клуба «Маккаби Маалот» Израиль, член тренерского состава сборной Израиля по фехтованию.

## Биография
Яков Борухович Фердман родился и вырос в г. Полоцке, в Белоруссии. Он имеет академическую степень магистра в области машиностроения (МА) Полоцкого государственного университета.
Свою карьеру фехтовальщика Яков Фердман начал в 1972 году во время учёбы в университете. В 1980 году он основал в своем родном городе фехтовальный клуб. В 1985 году он был назначен тренером национальной сборной команды Белоруссии по фехтованию (шпага) юниоров и кадетов, проработав в этой должности до своей репатриации в Израиль в 1990 году.
Первое время после репатриации Яков Фердман с семьёй жили в г. Акко, где он работал тренером по фехтованию. Около 3-х лет он проработал в фехтовальном клубе «Хапоэль Акко» под руководством известного тренера Хаима Хатуэля.
В 1993 семья переехала в Маалот-Таршиха, где Яков Фердман организовал уроки фехтования для учащихся общеобразовательной школы ОРТ Маалот, в которой работал учителем физкультуры. Примерно через год, при поддержке администрации города, Якову Фердману был предоставлен спортивный зал для тренировок по фехтованию, который по сей день используется клубом «Маккаби Маалот».
Сборная национальная команда Израиля по фехтованию проводит тренировочные сборы для всех возрастных категорий на базе клуба «Маккаби Маалот» в г. Маалот-Таршиха.
Кроме сборной команды Израиля, тренировочные сборы по фехтованию дважды проводили команды России и Эстонии, в результате чего, было достигнуто сотрудничество между командами и тренерами.
Среди фехтовальщиков, которых тренировал Яков Фердман: Анастасия Фердман, Дана Стрельникова, Алёна Комарова, Вера Каневская, Анна Лондон, Николь Таль и другие.

## Спорт
Вид спорта — Фехтование
Вид оружия — Шпага
Период активности — С 1972 года до настоящего времени (около 49 лет)
Тренерская деятельность
- Тренер сборной команды Белоруссии юниоров и кадетов 1985—1990
- Тренер фехтовального клуба «Маккаби Маалот» с 1994 года и до настоящего времени.

## Личная жизнь
Женат, отец двух дочерей Анастасии Фердман и Алины Фердман — чемпионок Израиля по фехтованию.